# 춘자네 경사났네
《춘자네 경사났네》는 2008년 5월 19일부터 2008년 11월 13일까지 방송되었던 MBC 일일 드라마로 어려운 상황에서도 꿈과 희망을 잃지 않고 씩씩하게 살아가는 여주인공 연분홍과 철 없는 엄마 춘자를 중심으로 한 가족 드라마인데 MBC 일일 시트콤 《코끼리》와 시간대를 맞바꿔 오후 8시 20분으로 방송 시간을 변경했다. 이후 2008년 7월 21일부터 5분 앞당긴 오후 8시 15분으로 변경되었다.

## 줄거리
화류계 출신으로 현재는 섬 마을에서 '밤에 피는 장미'라는 가라오케를 운영하는 황춘자에게는 아버지 없이 키운 외동딸 연분홍이 있다. 정 많고 쾌활한 23세의 분홍은 동네 보건소에서 간호조무사로 근무한다. 철부지 퇴기 마담인 엄마와 함께 밝고 건강하게 살아가던 분홍은 어느날 하룻밤의 실수로 아이를 갖게 되어 미혼모가 될 처지에 놓인다. 한편, 분홍의 임신 사실을 알게 된 엄마는 보건소장인 주영과의 사이에서 가진 아이로 오해하고, 주영이 해상사고로 사망한 뒤 오해가 겹치면서 분홍은 주영의 아이를 가진 것으로 속이고 주영의 집에 들어가게 된다.

## 등장 인물

### 춘자네
- 서지혜 - 연분홍 역
- 고두심 - 분홍 어머니 황춘자 역

### 복심네
- 정혜선 - 차복심 역
- 임현식 - 복심의 장남 박태삼 역
- 윤여정 - 태삼 부인 양분희 역
- 한다민 - 태삼의 딸 박정연 역
- 김기범 - 태삼의 아들 박정우 역
- 김병세 - 복심의 차남 박달삼 역
- 양희경 - 복심의 딸 박삼숙 역

### 만석네
- 노주현 - 이만석 역
- 윤미라 - 만석 아내 허영애 역
- 주상욱 - 만석의 장남 이주혁 역
- 양현태 - 만석의 차남 이주영 역
- 왕빛나 - 만석의 딸 이주리 역
- 정소희 - 영애의 동생 허영옥 역
- 정한헌 - 영옥 남편 오병구 역

### 기타
- 강남길 - 이대팔 역
- 최지연 - 이선희 간호사 역
- 허정민 - 남기석 역
- 김동주 - 기석 어머니 역
- 김미소 - 오다정 역
- 이태승 - 연예인 역
- 조희
- 손민우
- 송민형 - 춘자의 아빠 역
- 김정하 - 춘자의 엄마 역

## 참고 사항
- 구현숙 작가의 KBS 1TV 일일 드라마 《열아홉 순정》과 지나칠 정도로 유사하다는 지적이 있다.[1] 당찬 여자 주인공, 까칠한 남자 주인공, 대가족 중 삼촌 캐릭터, 남자 주인공의 여동생 캐릭터 등 인물 구도가 비슷하고, 전개 방식도 유사하다는 것이다.
- 여주인공 연분홍 역의 서지혜는 SBS 월화 드라마 《사랑해》에 이어 또 다시 혼전임신으로 어려움을 겪는 캐릭터를 맡았다.[2]
- 드라마 초반부 전개에서 중요한 전환점이 되는 통통배 전복 장면을 위해 일일 드라마 사상 처음으로 미니어처와 특수 촬영 기법이 동원되었다.[3]
- 시청률은 KBS 1TV 일일 드라마 《너는 내 운명》과 비교하여 크게 뒤졌다.[4]

## 동시간 경쟁 프로그램
- 너는 내 운명 (KBS 1TV)
- 못말리는 결혼 (KBS 2TV)
- 돌아온 뚝배기 (KBS 2TV)
- 코끼리 (MBC)
- 크크섬의 비밀 (MBC)
- 그분이 오신다 (MBC)
- 애자 언니 민자 (SBS)